# Підліснівський заказник
Підліснівський — ботанічний заказник місцевого значення в Україні. Об'єкт природно-заповідного фонду Сумської області. 

## Опис
Площа 20 га. Статус отримано 14.12.1995. 
Охороняється добре збережена ділянка лучно-степової рослинності на крутому схилі глибокої балки, що розташована на південь від с. Олександрівка.
Трапляються види рослин, занесені до Червоної книги України (астрагал шерстистоквітковий, ковила пірчаста, ковила волосиста, брандушка різнобарвна); обласного червоного списку (анемона лісова, волошка сумська, гіацинтик блідий, горицвіт весняний, льон багаторічний, юринея павутинолиста). Зротають також лікарські рослини (звіробій звичайний, фіалка триколірна, буквиця лікарська, полини гіркий та звичайний).

## Галерея

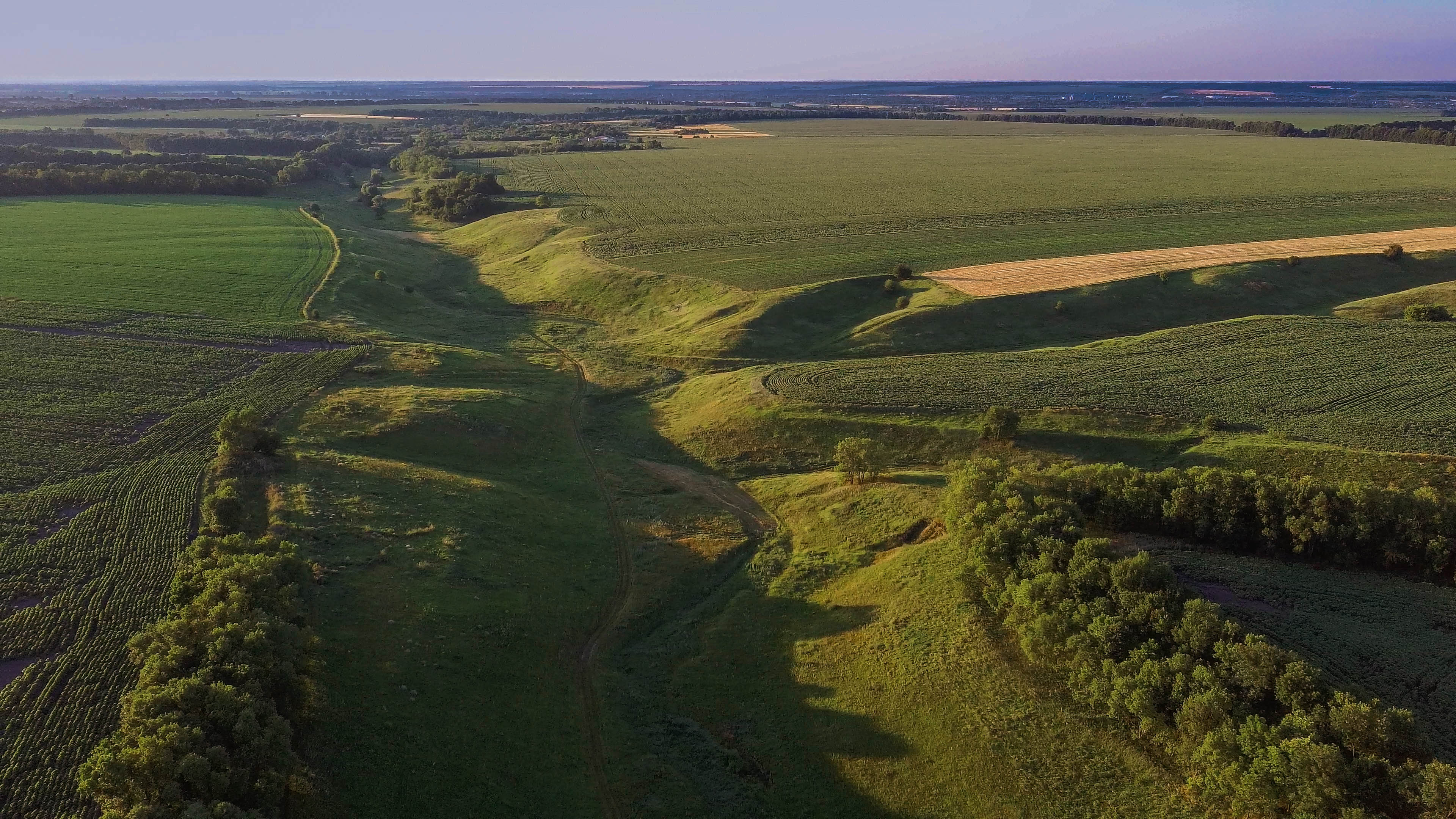
Балка
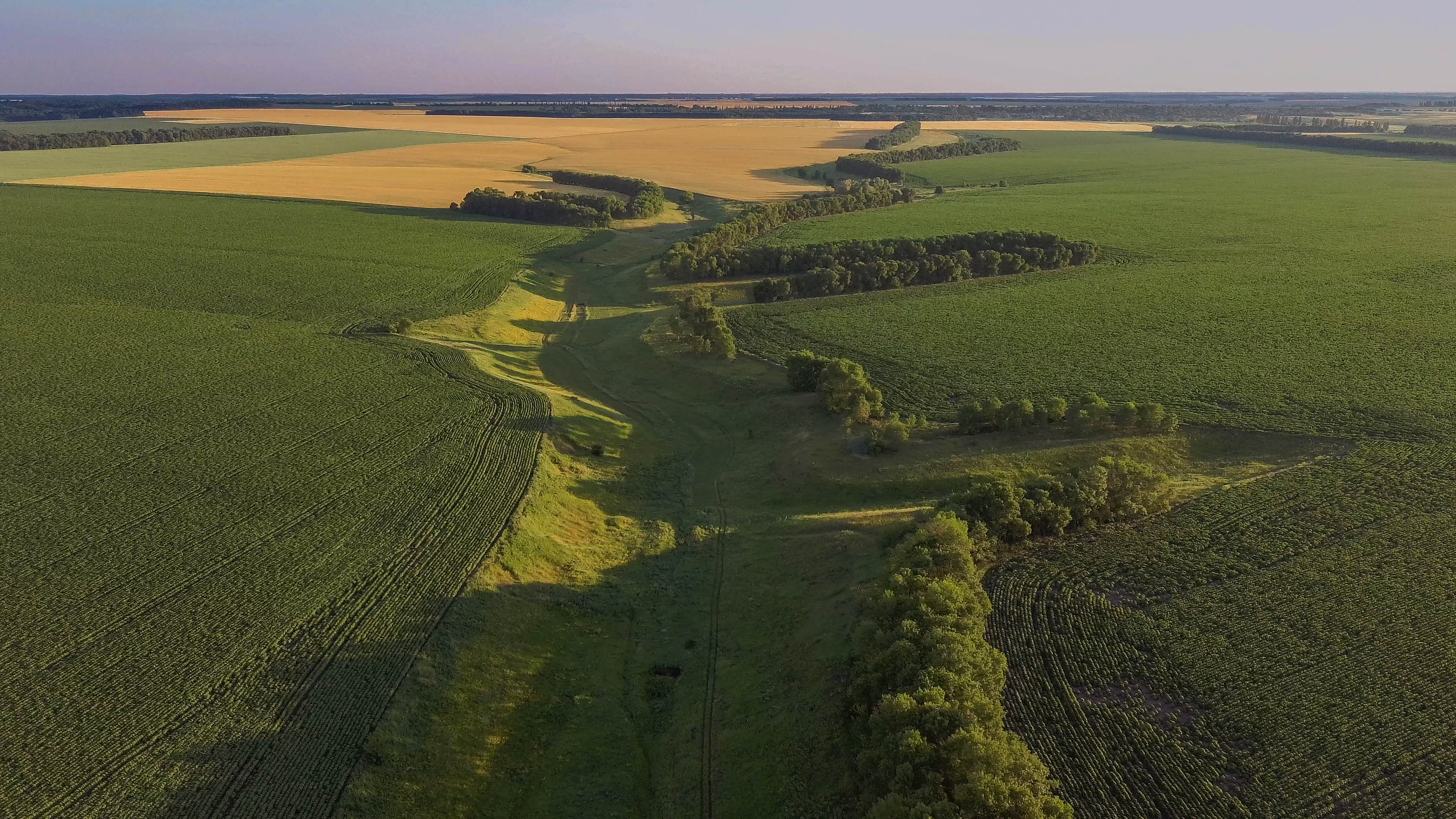
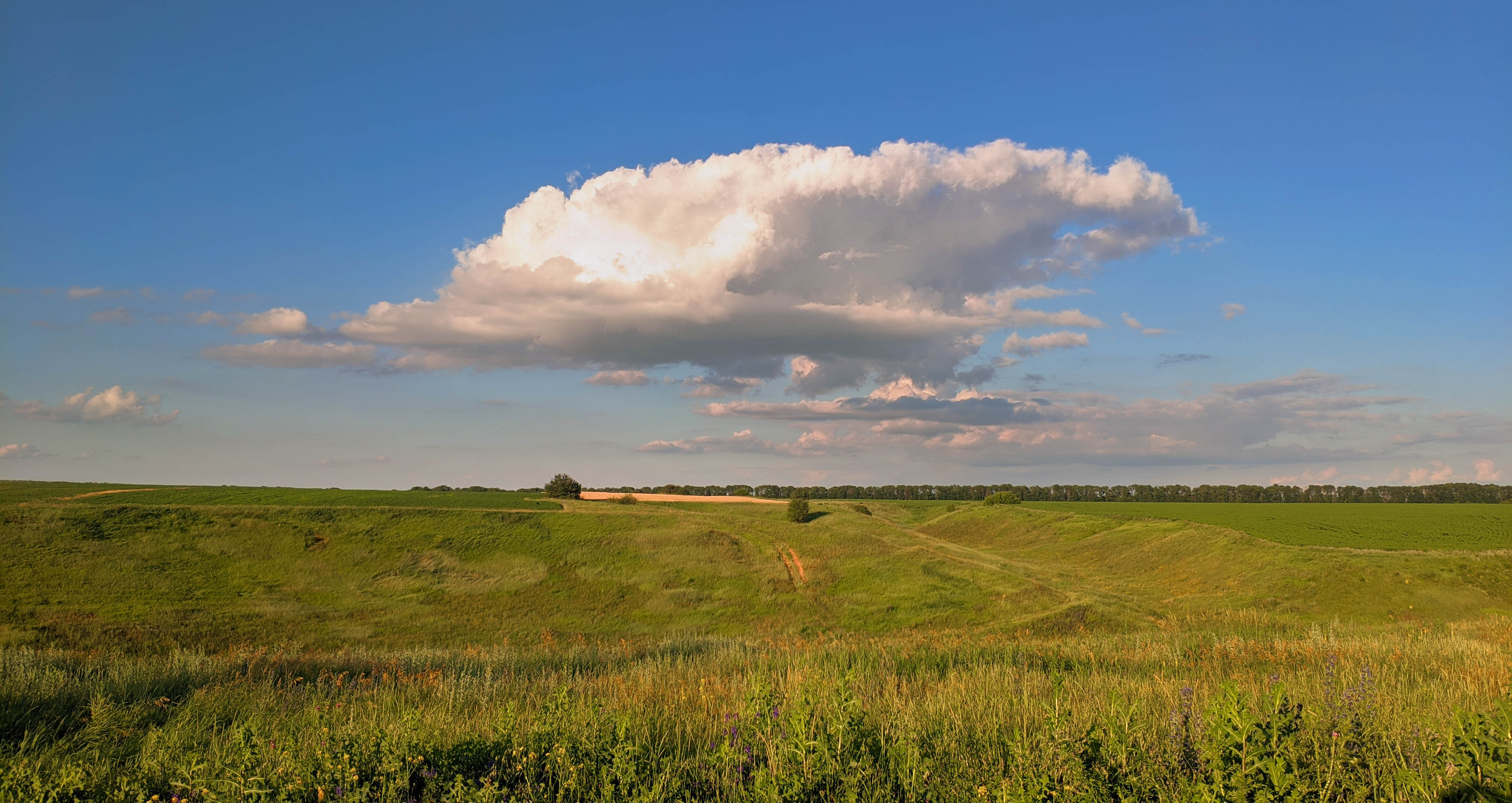
Краєвид